# Takahito Miki

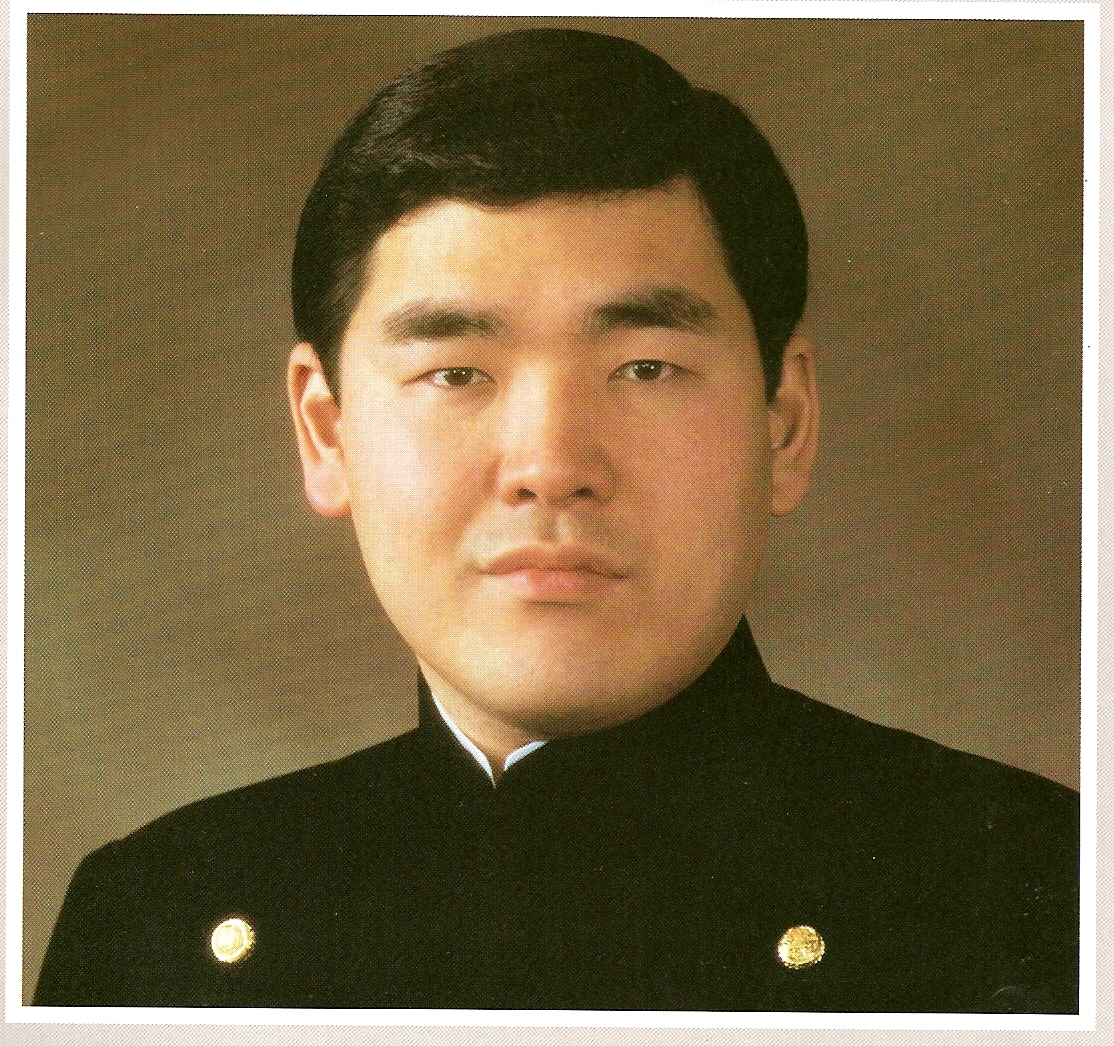
Takahito Miki, III Fundador da Instituição Religiosa Perfect Liberty.

Takahito Miki é o terceiro fundador da Instituição Religiosa Perfect Liberty, de origem Japonesa.

## Biografia
Nasceu no Japão em 2 de dezembro de 1957, Faleceu em 5 de dezembro de 2020.
Assumiu a condição de III Fundador em 4 de fevereiro de 1983 com o falecimento do segundo fundador, Tokuchika Miki.
É o orientador espiritual da religião e propaga que somente através do aprimoramento pessoal na busca da unicidade com Deus é que o homem pode alcançar a Paz mundial. Tokuharu Miki, o 1º fundador e Tokuchika Miki, o 2º fundador, foram, respectivamente, seu avô e seu pai adotivo. 
Cursou Ciências da Computação na Universidade de Tokyo, mas com a nomeação como sucessor do segundo fundador, interrompeu seus estudos. Vive em Tondabayashi, província de Osaka, sul do Japão. É casado e tem cinco filhos. .

## Oshieoyá-samá
Como III Fundador da PL Kyodan, vivifica o estado espiritual de "Uno a Deus", estado esse em que "nada se sabe", numa verdadeira "ausência do ego".
A partir desse estado de não "colocar sua própria opinião" e de "nada saber", desejando a salvação e felicidade de toda a humanidade, Oshieoyá-samá pode orientar o caminho do homem, através das intuições divinas que lhe são concedidas.